# Коровайнюк Антоніна Лук'янівна
Антоніна Лук'янівна Коровайнюк (10 квітня 1925 — ?) — українська радянська діячка, новатор сільськогосподарського виробництва, комбайнер колгоспу імені Горького Великомихайлівського району Одеської області. Депутат Верховної Ради УРСР 7-го скликання.

## Біографія
Народилася в селянській родині. Закінчила курси механізаторів.
З кінця 1950-х років — комбайнер колгоспу імені Горького села Соше-Острівське Великомихайлівського району Одеської області.
Потім — на пенсії у селі Соше-Острівське Великомихайлівського району Одеської області.

## Нагороди
- Орден Леніна
- Орден Жовтневої Революції
- медалі